# Standerdmolen Moergestel
De standerdmolen van Moergestel is een naamloze gesloten standerdmolen die zich bevindt aan de Schoolstraat te Moergestel in de Nederlandse gemeente Oisterwijk. De molen is door C. Roozen in 1852 hiernaartoe overgebracht vanuit Biest-Houtakker, waar sinds 1280 al een standerdmolen stond. De molen heeft onder de steenbalk een moerstijl, die bij de oudste standerdmolens werd toegepast.
De zijwegen van de molen hebben veldkruizen in plaats van weegbanden zoals gebruikelijk is bij standerdmolens.
Onder de steenbalk zit een brasem en onder de lange burriebalken zitten slekken, waardoor de kast minder zwaar op de zetel rust.
De molen is uitgerust met 3 koppel kunststenen; onder in de molen bevindt zich ook een elektrische maalstoel. De achtermolen heeft 15der (130 cm doorsnede), de middenmolen 17der (150 cm doorsnede) en de voormolen 13der (110 cm doorsnede) kunststenen. De achtermolen heeft een pennetjeswerk. Hierbij staat de bolspil stil en draait de loper in een taatspot boven op de bolspil.
Op 3 oktober 2007 zijn de roeden gestreken en is de gietijzeren insteekkop van de houten bovenas verwijderd. In 2009 is een nieuwe, 6 meter lange as met nummer  2009/2 gegoten door de Nijmeegsche IJzergieterij en in het najaar van 2009 gestoken. De gietijzeren as is omkleed met de oude, houten bovenas. De 26 meter lange roeden van de firma Derckx zijn in september 2009 gestoken.
De molen heeft voor het vangen (remmen) een vlaamse vang, die wordt bediend met een vangtouw en een vangtrommel.

## Overbrengingen
- De overbrengingsverhoudingen zijn: 
  - achtermolen 1 : 4,8
  - middenmolen 1 : 4,4
  - voormolen 1 : 5,4
- Op de bovenas zitten twee wielen. Het bovenwiel (vangwiel) heeft 71 kammen en een steek van 12 cm. De achterste tandkrans heeft 62 kammen en een steek van 11 cm. Het tweede wiel heeft 81 kammen en een steek van 9,5 cm.
- Het steenrondsel van de achterste molen heeft 13, die van de middenmolen 16 en die van de voormolen 15 staven.
- Het varkenswiel voor het luien heeft 22 kammen.

## Fotogalerij

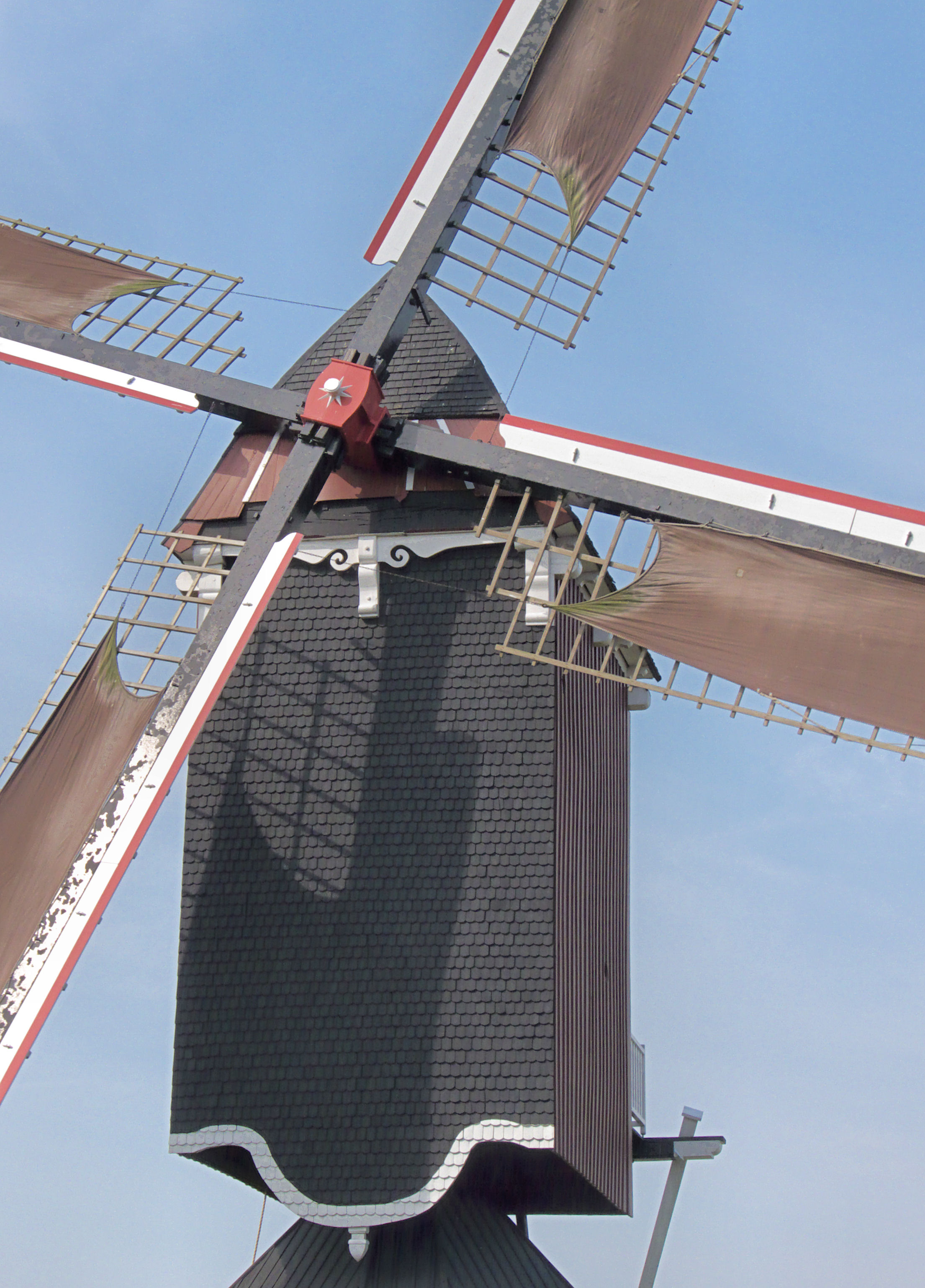
Stormbint
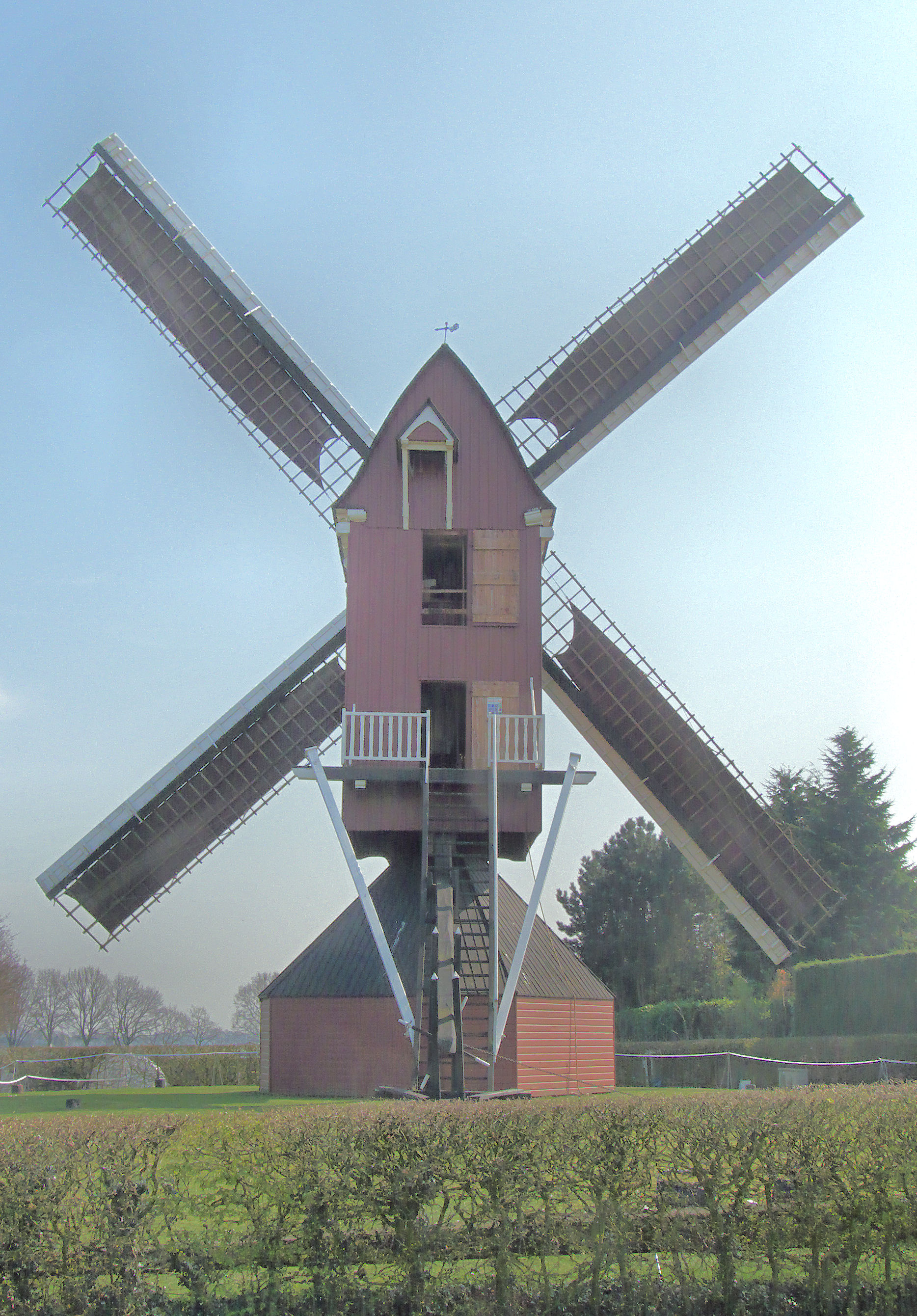
Trapbint met spruitbalk
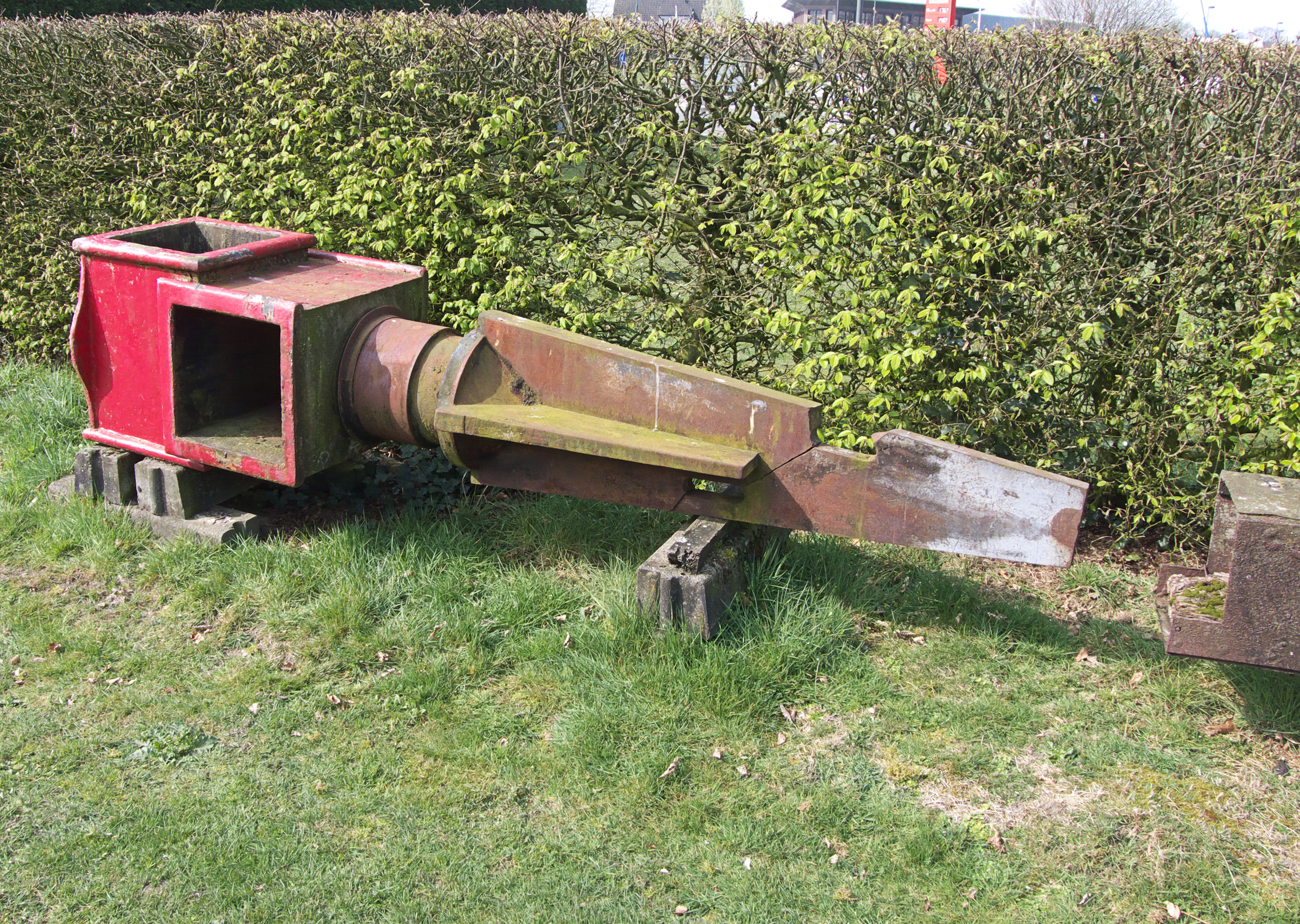
Voormalige insteekkop
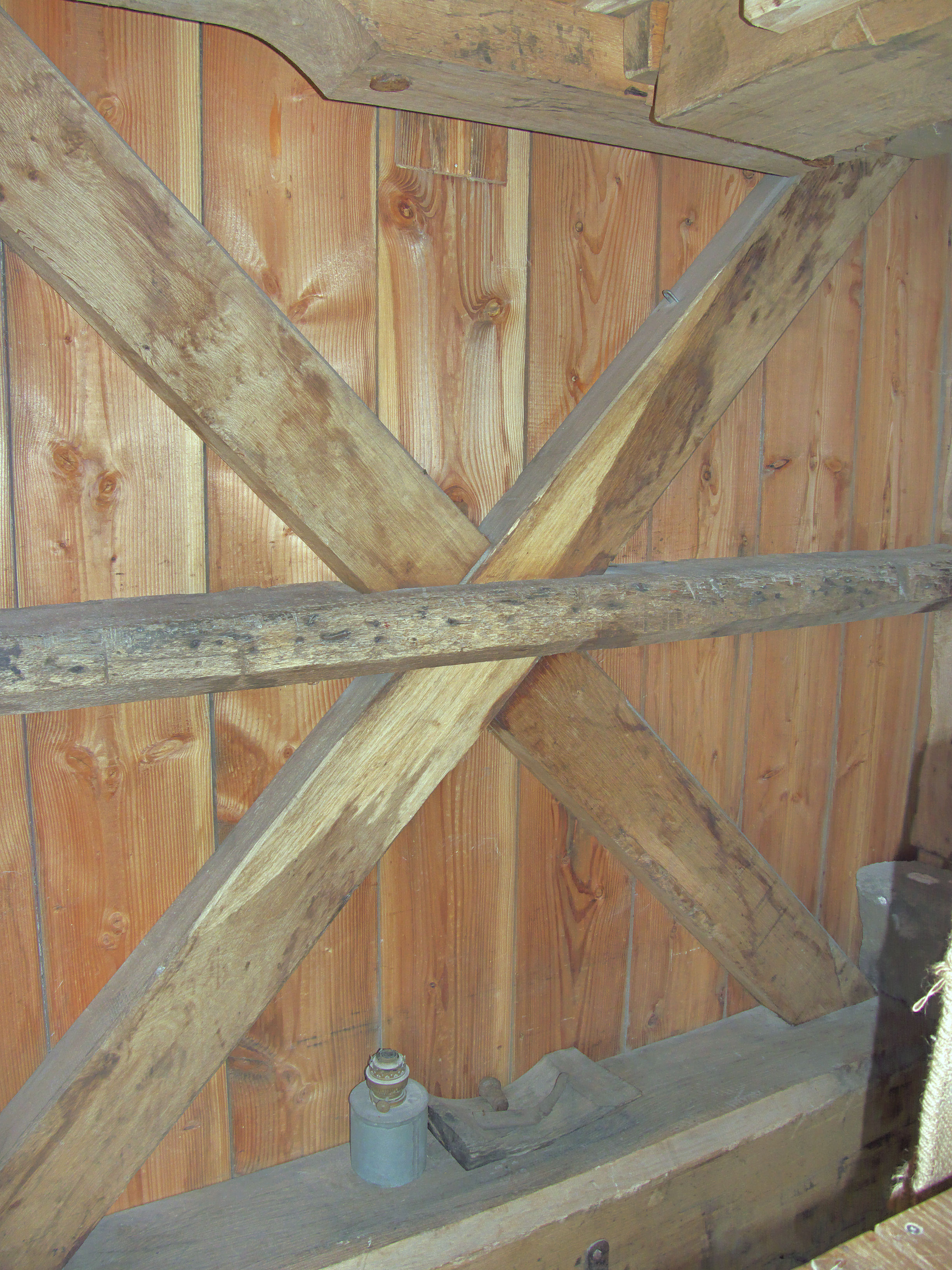
Veldkruis
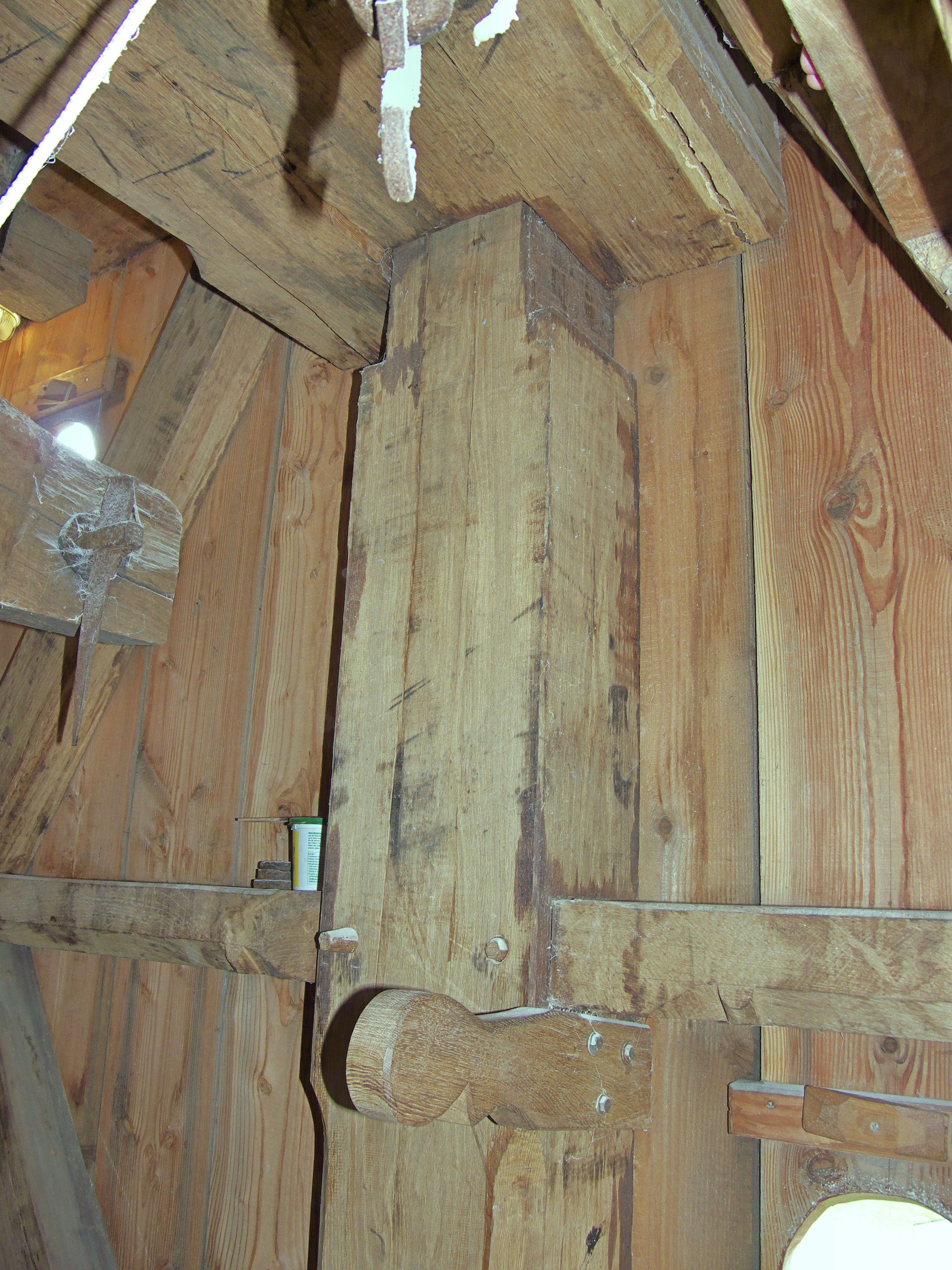
Moerstijl
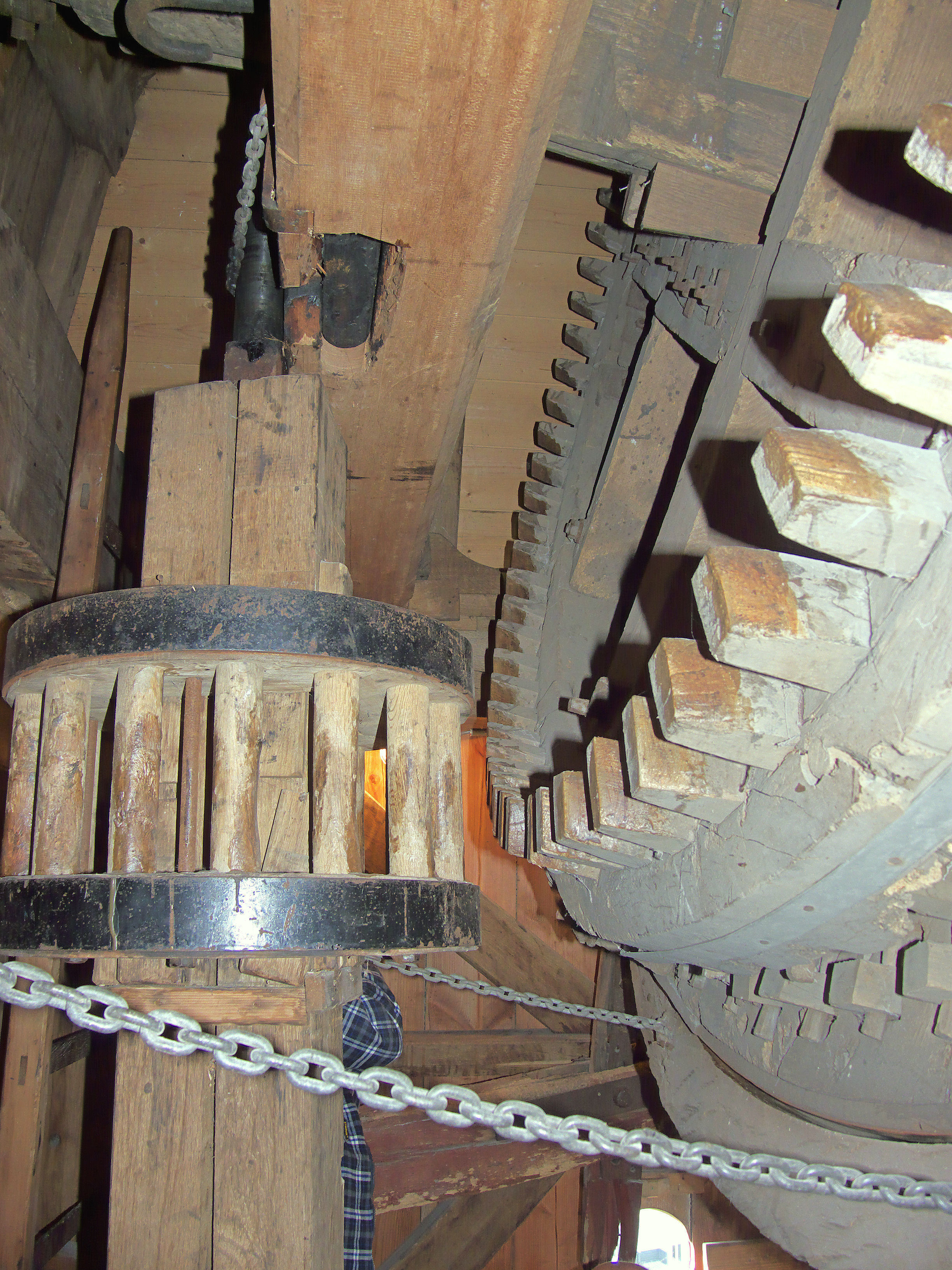
Steenrondsel achtermolen
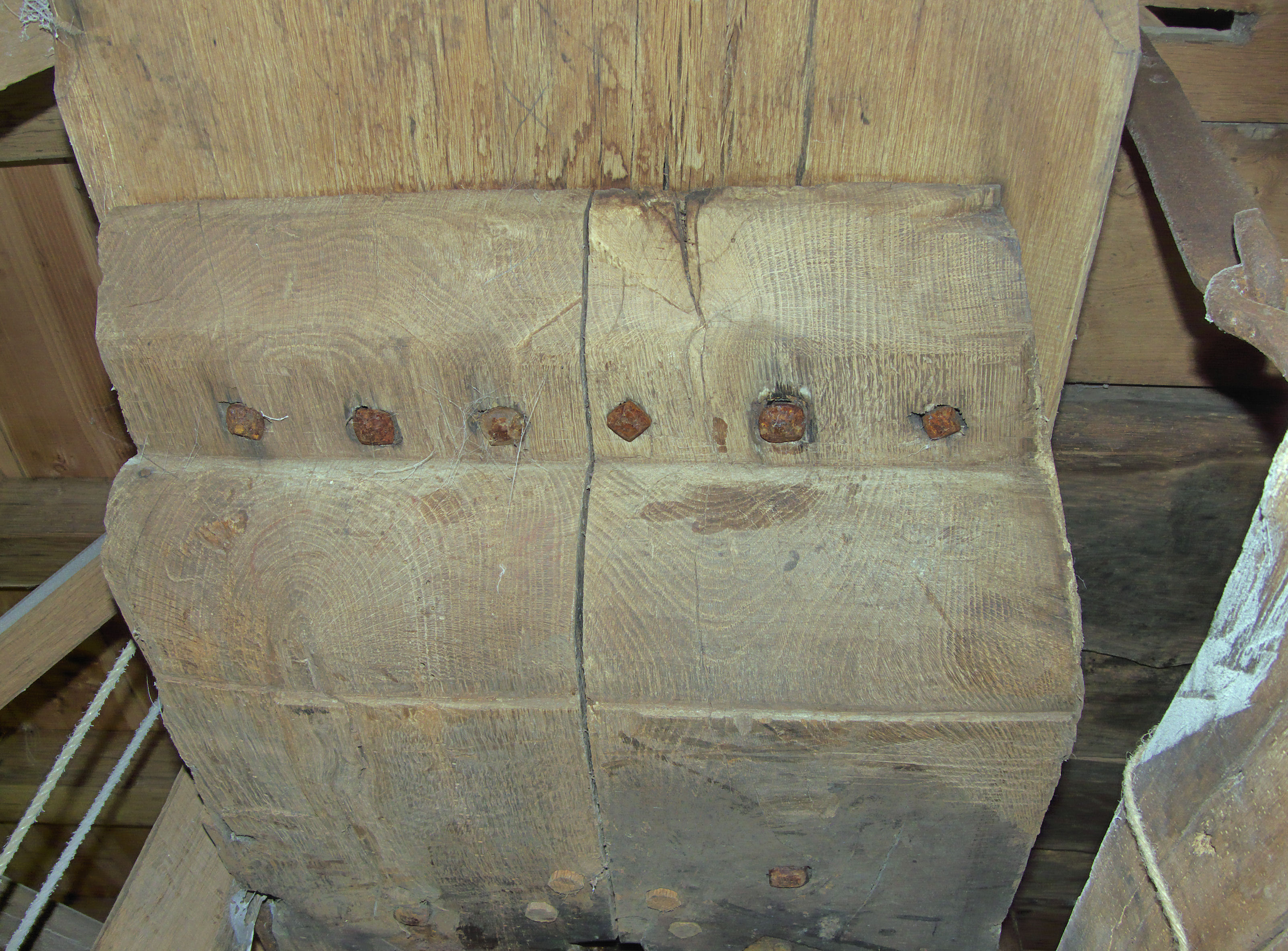
Brasem onder steenbalk
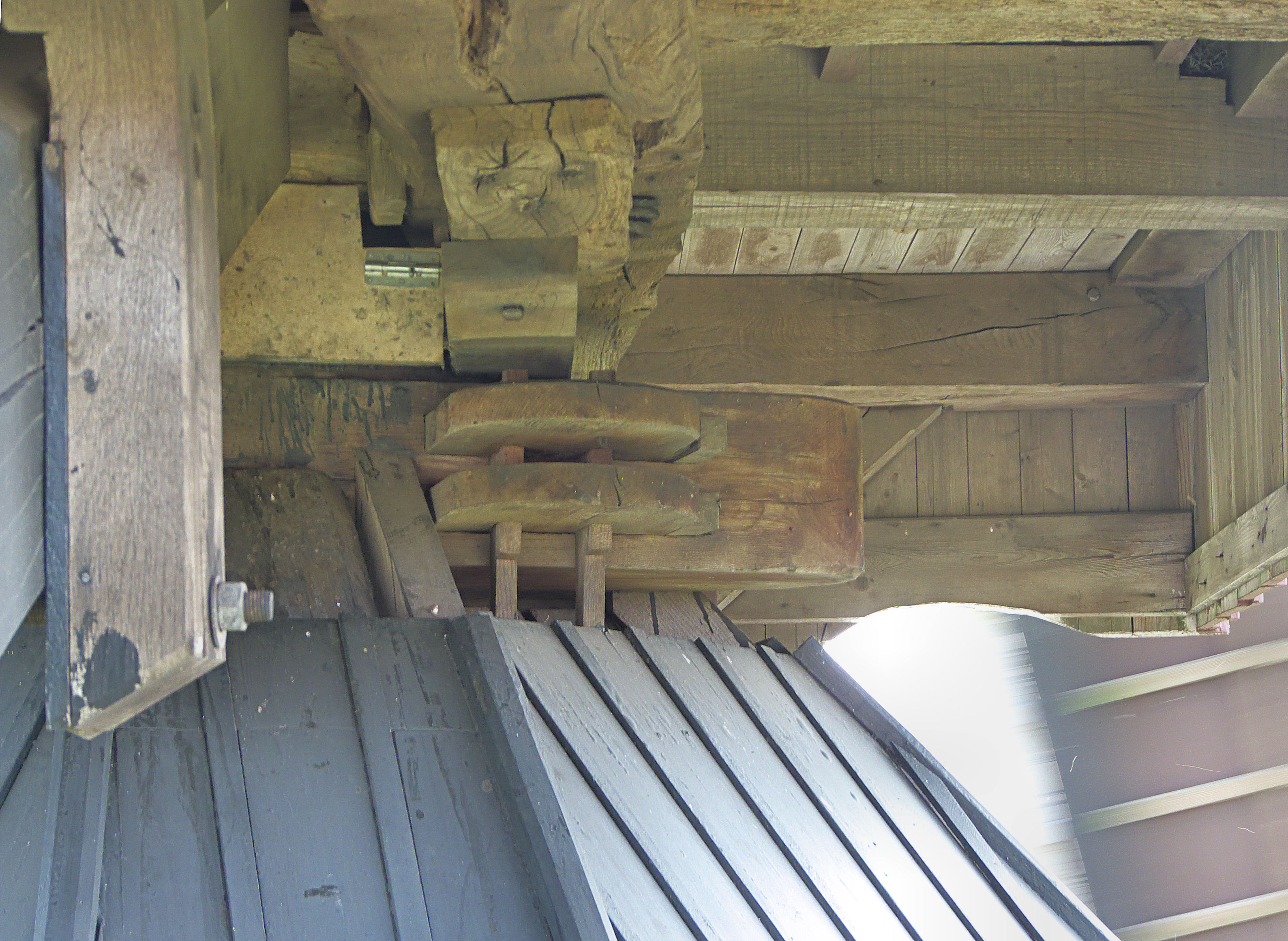
Slekken onder lange burriebalken
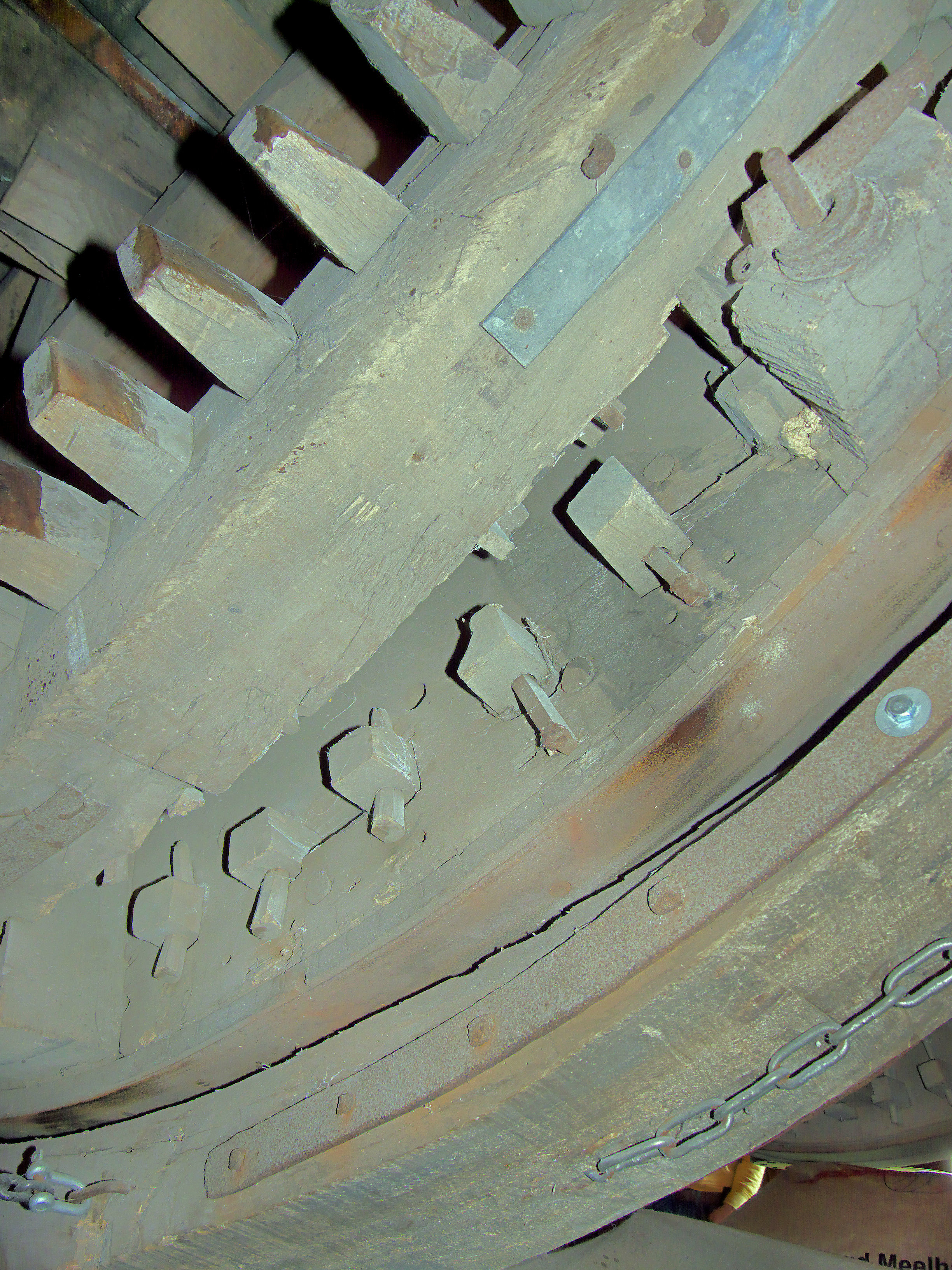
Vangwiel en tandkrans
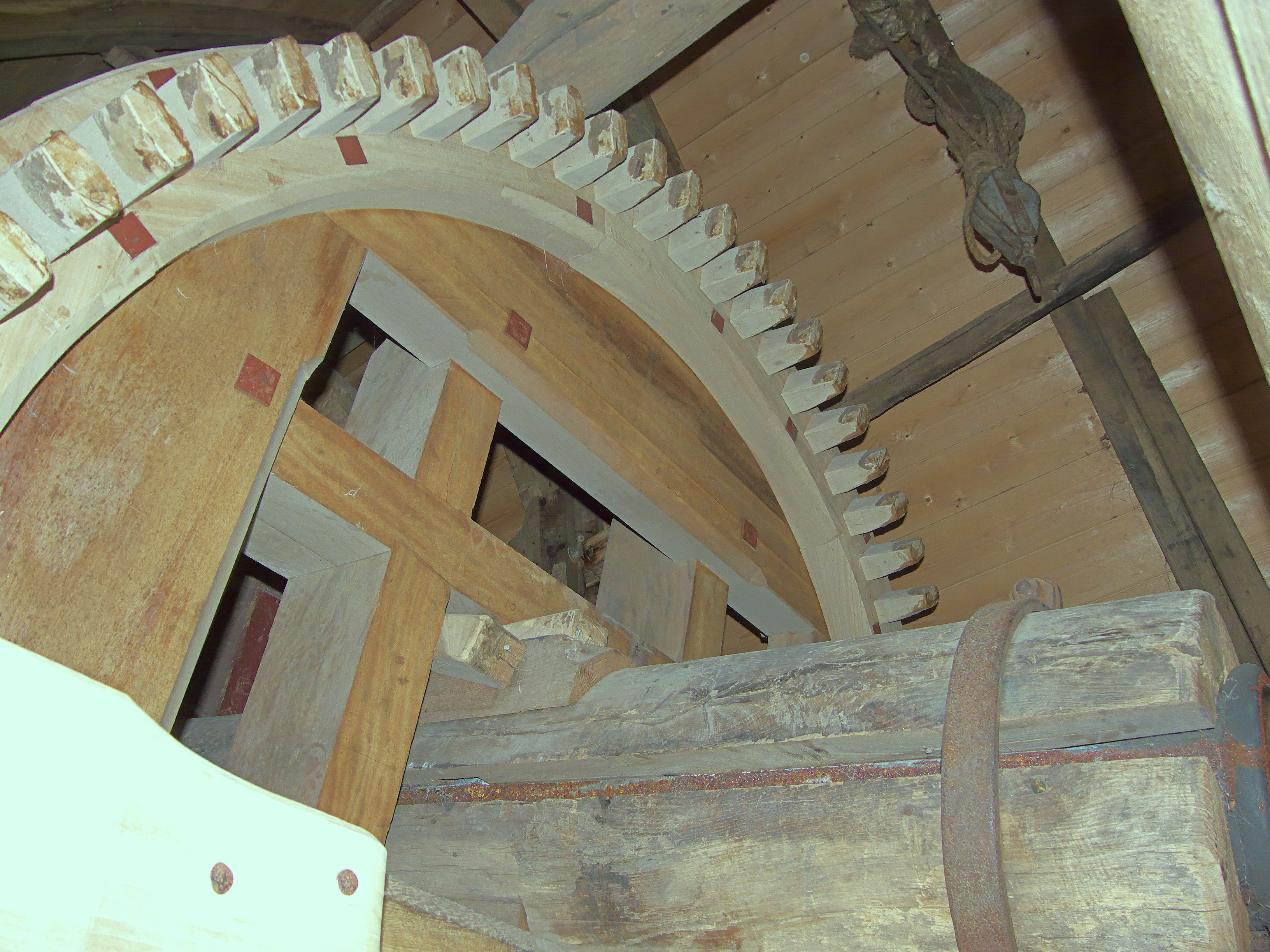
Aswiel